# Себастьяно Еспозіто
Себастьяно Еспозіто (італ. Sebastiano Esposito, нар. 2 липня 2002, Кастелламмаре-ді-Стабія) — італійський футболіст, нападник клубу «Інтернаціонале» і молодіжної збірної Італії. На умовах оренди грає за «Емполі».

## Клубна кар'єра
Народився 2 липня 2002 року в місті Кастелламмаре-ді-Стабія. Починав займатися футболом у школі «Брешії», а з 2014 року перейшов до академії міланського «Інтернаціонале».
У дорослому футболі за основну команду «Інтернаціонале» дебютував 13 березня 2019 року, змінивши Борху Валеро на 73-ій хвилині гри 1/8 фіналу Ліги Європи проти франкфуртського «Айнтрахта». Таким чином у віці 16 років, 8 місяців і 12 днів став наймолодшим гравцем «Інтера» в матчах єврокубків в історії.
26 жовтня 2019 року дебютував у Серії A, ставши першим гравцем 2002 року народження у найвищому італійському дивізіоні. 21 грудня того ж року уперше вийшов на гру чемпіонату в основному складі і став автором одного з чотирьох голів у ворота «Дженоа». Таким чином у віці 17 років  5 місяців і 19 днів Еспозіто став другим наймолодшим автором гола у Серії A серед гравців «Інтернаціонале». Молодшим на момент свого гольового дебюту за «нерадзуррі» був лише Маріо Корсо у 1957 році.
25 вересня 2020 року молодий нападник погодився продовжити кар'єру у друголіговому клубі СПАЛ, до якого перейшов на правах оренди і де провів півроку, після чого ще півроку грав на тому ж рівні в оренді за «Венецію».
Протягом сезону 2021/22 грав також в оренді за швейцарський «Базель», наступні ж півроку захищав кольори бельгійського «Андерлехта».
Від початку 2023 року продовжив виступи у другому італійському дивізіоні — півроку грав за «Барі», після чого перейшов до «Сампдорії».

## Виступи за збірні
2017 року дебютував у складі юнацької збірної Італії (U-16).
2019 року у складі юнацької збірної Італії (U-17) став фіналістом тогорічного чемпіонату Європи серед 17-річних. На турнірі забив чотири голи у шести матчах, а загалом за італійську збірну 17-річних відзначився 14 гоами у 20 матчах, ставши найкращим бомбардиром у її історії.
Того ж 2019 року дебютував в іграх за юнацьку збірну (U-19). У вересні 2020 року уперше взяв участь в іграх молодіжної збірної Італії.

## Статистика виступів

### Статистика клубних виступів
Станом на 22 серпня 2023 року
| Сезон                      | Команда                    | Чемпіонат                  | Чемпіонат | Чемпіонат | Національний кубок | Національний кубок | Національний кубок | Континентальні кубки | Континентальні кубки | Континентальні кубки | Інші змагання | Інші змагання | Інші змагання | Усього | Усього | Усього |
| Сезон                      | Команда                    | Ліга                       | Ігор      | Голів     | Ліга               | Ігор               | Голів              | Ліга                 | Ігор                 | Голів                | Ліга          | Ігор          | Голів         | Ігор   | Голів  |        |
| -------------------------- | -------------------------- | -------------------------- | --------- | --------- | ------------------ | ------------------ | ------------------ | -------------------- | -------------------- | -------------------- | ------------- | ------------- | ------------- | ------ | ------ | ------ |
| 2018–19                    | «Інтернаціонале»           | A                          | 0         | 0         | КІ                 | 0                  | 0                  | ЛЧ+ЛЄ                | 0+1                  | 0                    | -             | -             | -             | 1      | 0      |        |
| 2019–20                    | «Інтернаціонале»           | A                          | 7         | 1         | КІ                 | 2                  | 0                  | ЛЧ+ЛЄ                | 3+1                  | 0                    | -             | -             | -             | 13     | 1      |        |
| Усього за «Інтернаціонале» | Усього за «Інтернаціонале» | Усього за «Інтернаціонале» | 7         | 1         |                    | 2                  | 0                  |                      | 6                    | 0                    |               | -             | -             | 15     | 1      |        |
| 2020–21                    | СПАЛ                       | B                          | 10        | 1         | КІ                 | 3                  | 0                  | -                    | -                    | -                    | -             | -             | -             | 13     | 1      |        |
| січ.-черв. 2021            | «Венеція»                  | B                          | 18+1      | 2         | КІ                 | -                  | -                  | -                    | -                    | -                    | -             | -             | -             | 19     | 2      |        |
| 2021–22                    | «Базель»                   | СЛ                         | 23        | 6         | КШ                 | 1                  | 0                  | ЛК                   | 10                   | 1                    | -             | -             | -             | 34     | 7      |        |
| 2022-січ. 2023             | «Андерлехт»                | ПЛ                         | 14        | 1         | КБ                 | 0                  | 0                  | ЛК                   | 7                    | 1                    | -             | -             | -             | 21     | 2      |        |
| січ.-черв. 2023            | «Барі»                     | B                          | 11+4      | 4         | КІ                 | -                  | -                  | -                    | -                    | -                    | -             | -             | -             | 15     | 4      |        |
| 2023–24                    | «Сампдорія»                | B                          | -         | -         | КІ                 | -                  | -                  | -                    | -                    | -                    | -             | -             | -             | -      | -      |        |
| Усього за кар'єру          | Усього за кар'єру          | Усього за кар'єру          | 88        | 15        |                    | 6                  | 0                  |                      | 23                   | 2                    |               | -             | -             | 117    | 17     |        |

### Статистика виступів за збірну
Станом на 22 серпня 2023 року